# Auburn University
Auburn University, vardagligt AU eller Auburn, är ett amerikanskt universitet som finansieras av allmänna medel i Auburn i Alabama. Det har närmare 50 000 studenter och grundades 7 februari 1856 som East Alabama Male College. Det var då en privat utbildningsinstitution i de fria konsterna kopplat till Methodist Episcopal Church. År 1872 blev skolan delstatlig och ändrade delvis inriktning till jordbruk och teknik under namnet Agricultural and Mechanical College of Alabama, ungefär Alabamas jordbruks och maskintekniska college, men fortsatte med visst fokus på konst. Det bytte åter namn 1899 till Alabama Polytechnic Institute för att visa att det tekniska fokuset hade större bredd än jordbruk och maskiner. Den akademiska bredden ökades ytterligare under 1900-talet och 1960 bytte det slutligen namn till Auburn University efter att populärt kallats så en längre tid och för att understryka att universitet hade ett mer varierat utbud.
År 1964 började den första färgade studenten på skolan efter att ha vunnit en stämning mot skolan som en del i medborgarrättsrörelsen NAACP:s kamp.
Universitets idrottssektioner kallar sig Auburn Tigers och deras största rival är University of Alabamas Crimson Tide. Matcherna i amerikansk fotboll mellan de båda rivalerna går under namnet Iron Bowl och spelas årligen på Thanksgiving.